# Europa Star 2007
Pour un article plus général, voir Europa Star.
La 4e édition du programme Europa Star est un programme d'émission de pièces commémoratives ayant eu lieu en 2007 dans plusieurs États européens frappant des pièces en euro ; le thème commun était les « réalisations européennes ».
| Pays     | Sujet                                                                                   | Valeur faciale | Sortie            | Notes |
| -------- | --------------------------------------------------------------------------------------- | -------------- | ----------------- | --- |
| Autriche | Suffrage universel en Autriche (100e anniversaire)                                      | 5 €            | 10 janvier 2007   | |
| Belgique | Traité de Rome (50e anniversaire)                                                       | 10 €           | mars 2007         | seconde pièce en or avec valeur faciale de 50 €                                                              |
| Espagne  | Traité de Rome (50e anniversaire)                                                       | 10 €           | -                 | seconde pièce en or avec valeur faciale de 200 €                                                             |
| Finlande | Adolf Erik Nordenskiöld (175e anniversaire - Premier à franchir le Passage du Nord-Est) | 10 €           | 2 février 2007    | |
| France   | Sébastien Le Prestre de Vauban (300e anniversaire de sa mort)                           | 1,5 €          | -                 | autres pièces en argent avec valeur faciale de 1/4 € / 20 € et autre pièce en or avec valeur faciale de 10 € |
| Hongrie  | Lajos Batthyány (200e anniversaire)                                                     | 5000 Ft        | 20 février 2007   | |
| Irlande  | influences irlandaises sur la culture celte                                             | 10 €           | 12 septembre 2007 | seconde pièce en or avec valeur faciale de 20 €                                                              |
| Italie   | Traité de Rome (50e anniversaire)                                                       | 10 €           | -                 | seconde pièce en or avec valeur faciale de 20 €                                                              |
| Malte    | Jean de Valette                                                                         | 5 Lm           | -                 | seconde pièce en or avec valeur faciale de 25 Lm                                                             |
| Portugal | Bartolomeu Lourenço de Gusmão                                                           | 8 €            | -                 | |